# Bački Petrovac (općina)
Općina Bački Petrovac je jedna od općina u Republici Srbiji. Nalazi se u AP Vojvodini i spada u Južnobački okrug. Po podacima iz 2004. općina zauzima površinu od 158 km² (od čega na poljoprivrednu površinu otpada 14.192 ha, a na šumsku 136 ha). 
Centar općine je grad Bački Petrovac. Općina Bački Petrovac se sastoji od 4 naselja. Po podacima iz 2002. godine u općini je živjelo 14.681 stanovnika, a prirodni priraštaj je iznosio -5,8 %. Po podacima iz 2004. broj zaposlenih u općini iznosi 3.615 ljudi. U općini se nalazi 4 osnovnih i 1 srednja škola.

## Naseljena mjesta
- Bački Petrovac - 7.093
- Gložan - 2.351
- Kulpin - 3.100
- Maglić - 2.805

## Etnička struktura
- Slovaci (66,42%)
- Srbi (25,74%)
- Jugoslaveni (1,99%)
- ostali.

## Ostali projekti
|  | Zajednički poslužitelj ima još gradiva o temi Bački Petrovac |

## Vanjske poveznice
- Službene stranice općine